# Dicranomyia (Dicranomyia) kallakkure
Dicranomyia (Dicranomyia) kallakkure is een tweevleugelige uit de familie steltmuggen (Limoniidae). De soort komt voor in het Australaziatisch gebied.